# Leeonzer Barber
Leeonzer Barber (* 18. Februar 1966 in Detroit) ist ein ehemaliger US-amerikanischer Boxer im Halbschwergewicht. Er war WBO-Weltmeister vom 9. Mai 1991 bis zum 10. September 1994 und verteidigte seinen Titel in dieser Zeit achtmal, bevor er von Dariusz Michalczewski geschlagen wurde.

## Profikarriere
Barber bestritt sein Debüt im Profisport am 10. Dezember 1986 in Belvoir in den USA gegen seinen Landsmann Lynn Robinson. Er besiegte diesen durch K. o. in der ersten Runde.
Am 9. Mai 1991 kämpfte er gegen Tom Elton Collins um den neu gegründeten Weltverband WBO-Titel. Zuvor konnte er zehn weitere Gegner besiegen, davon fünf durch K. o. Der Kampf fand in Yorkshire in Großbritannien statt. Barber war Collins überlegen und brachte ihn in der sechsten Runde dreimal zu Fall, weshalb dieser durch technisches K. o. verlor. Barber verteidigte seinen Titel in WBO-Kämpfen in der folgenden Zeit achtmal, unter anderem gegen Anthony Hembrick, Andrea Magi und Nicky Piper.
Nach dem Nicky-Piper-Kampf wurde Dariusz Michalczewski als Pflichtherausforderer ausgewählt. Der Kampf fand am 10. September 1994 in Alsterdorf in Deutschland statt. Michalszewski ging als klarer Außenseiter in den Ring, war Barber aber im Kampf überlegen, sodass er den Titel gewann. Durch seine Niederlage war Barber gezwungen, Michalczewski in einem Rückkampf zu bezwingen. Er kämpfte zunächst gegen Sajad Abdul Azzis und Earl Niles und gewann beide Kämpfe. Seine zweite Niederlage musste er gegen Ramón Garbey hinnehmen, der ihn in der neunten Runde dreimal zu Boden schlug. Kurz danach gab er seinen Rücktritt vom Boxsport bekannt.
2004 versuchte er ein Comeback. Er wollte den amtierenden Weltmeister der WBO, Zsolt Erdei, herausfordern. So weit kam es jedoch nicht. Seinen offiziell letzten Kampf, den er durch Aufgabe in der achten Runde verlor, bestritt er gegen Sajad Abdul Azzis, von dem er in den acht Kampfrunden fünfmal zu Boden geschickt wurde. Kurz darauf gab er bekannt, nun endgültig vom aktiven Boxsport zurückzutreten.